# Fra..gi..le
Fra..gi..le è l'undicesimo album di Francesco Baccini pubblicato nel 2006. È una riproposizione completa del precedente album Stasera teatro, con l'aggiunta di tre brani.

## Tracce
1. Fra..gi..le – 3:17
2. Girotondo – 3:32
3. Lettera da lontano – 6:20
4. Troppa libertà – 3:57
5. Parole non ne ho – 3:49
6. È una notte di neve – 3:34
7. Faccia da pugni – 3:53
8. In fuga – 3:21
9. Senza gravità – 2:59
10. Siamo zitelli – 4:00
11. L'accalappianani – 3:29
12. La fermata degli amori – 2:41